# Antandrus viridis
Antandrus viridis är en insektsart som först beskrevs av Blanchard 1851.  Antandrus viridis ingår i släktet Antandrus och familjen Romaleidae. Inga underarter finns listade i Catalogue of Life.